# Myc
Los genes Myc son una familia de protooncogenes compuesta por varios miembros (L-myc, N-myc y c-myc). Se encuentran en las células normales y codifican proteínas del núcleo de la célula que se unen al ADN y facilitan su transcripción, regulan por lo tanto la actividad de otros genes.
Los protooncogenes son genes cuya presencia o activación a oncogenes pueden estimular el desarrollo de cáncer. Cuando se activan exageradamente en las células normales provocan que estas pierdan el control de la división y se produzca proliferación exagerada fuera de cualquier regulación.
La activación del protooncogen Myc lo transforma en un oncogén que se expresa mediante un mecanismo de amplificación que determina su sobreexpresión. Esta alteración está presente en algunos pacientes afectos de cáncer de pulmón, cáncer de mama, neuroblastoma, glioblastoma, cáncer de estómago, cáncer de colon, linfoma de Burkitt y otros tumores.
Las importantes acciones observadas del gen Myc sobre la proliferación celular se deben a su acción sobre el crecimiento y división de las células en el paso de la fase G0/G1 a S.
Un reciente estudio ha demostrado que la inhibición del Myc destruye selectivamente las células de cáncer de pulmón en ratones, lo que lo convierte en un blanco potencial para futuros tratamientos.

## Gen c-Myc
El gen c-Myc fue descubierto en células infectadas por el virus de transformación aguda MC29, como un oncogén retroviral aviar (v-Myc). Este induce mielocitomatosis y tumores en pollos; posteriormente se identificó el c-Myc en humanos y en otros vertebrados por su homología celular con el v-Myc.
La proteína codificada por el gen c-Myc es una fosfoproteína nuclear de 439 aminoácidos, que juega un papel importante en la regulación de la expresión génica en células humanas; generalmente forma complejos de cremallera de leucina (LZ, por la sigla en inglés de leucine zipper) con otras moléculas.
Posee dos dominios principales:
- El primer dominio es necesario para la dimerización con otras proteínas y con el ADN.Se conforma por un motivo de dimerización, denominado hélice-vuelta-hélice cremallera de leucina (HLH/LZ por su siglas en inglés), en el residuo C-terminal que consta de 90 aminoácidos. La unión al ADN es esencial para su función y la alteración de este dominio destruye la actividad biológica de la proteína.
- El segundo dominio comprende una gran parte de la proteína c-Myc y se define como el dominio de transactivación. La región N-terminal de c-Myc tiene 140 aminoácidos y contiene grupos ácidos ricos en prolina y glutamina, similares a los asociados con algunos dominios de transactivación; la secuencia de la proteína c-Myc posee varios dominios N-terminales conservados, que se denominan cajas Myc, y se encuentran en proteínas homólogas relacionadas, como N-Myc y L-Myc. La región rica en glutamina de c-Myc es esencial para la actividad oncogénica. Además, el dominio N-terminal, denominado dominio de activación transcripcional(TAD) (aminoácidos 1 a 143) contiene un elemento rico en prolina que se extiende desde el aminoácido 41 hasta el 103. El dominio TAD es necesario para activar la transcripción de c-Myc y para la transformación celular, la inhibición de la diferenciación celular y la inducción de la apoptosis se encuentra mediada por c-Myc.

## Función
Las proteínas Myc son factores de transcripción implicados en el control de la progresión del ciclo celular, la apoptosis y la transformación celular. Myc forma un heterodímero con el factor de transcripción MAX, y este complejo regula la transcripción de genes específicos a través de la unión a las cajas E, secuencias consenso en el ADN, y el reclutamiento de histonas acetiltransferasas (HAT). 
Los mecanismos que controlan la actividad de Myc son complejos. Su activación está regulada a nivel transcripcional y a través de modificaciones postraduccionales. Un ejemplo es la proteína Ras, que promueve la expresión del gen MYC mediante la activación de la vía de señalización Ras\MAPK\MEK. Por otro lado, el factor epigenético y transcripcional BRD4 actúa desestabilizando la proteína Myc mediante fosforilación.  La activación de la proliferación celular fue la primera función de Myc en ser descrita. La proteína juega un papel muy importante en la entrada de la célula en la fase G1 del ciclo celular controlando la expresión de CDK y de las ciclinas.
La inducción de la apoptosis es otra de las funciones mejor caracterizadas de Myc. Este factor de transcripción puede tanto activar como reprimir vías celulares capaces de inducir proliferación celular y vías responsables del control de la apoptosis.En condiciones normales, con bajos niveles de Myc, se induce la proliferación celular. En cambio, cuando aumenta la concentración de esta proteína es cuando se desencadena la apoptosis.
Desregulaciones de Myc en las células B se han asociado con un aumento en su proliferación, provocando neoplasias malignas de células B.

## Gen N-Myc
Este gen codifica para la proteína básica hélice-bucle-hélice 37(bHLHe37). Esta proteína se encuentra en el núcleo de la célula y debe dimerizar con otra proteína bHLH con el fin de unirse al ADN.
El gen N-Myc tiene un ARN antisentido, N-cym o MYCNOS, transcrito a partir de la cadena opuesta que puede traducirse para formar un producto de proteína. N-Myc y MYCNOS son co-reguladas tanto en el desarrollo normal como en procesos tumorales, por lo que es posible que las dos proteínas están funcionalmente relacionadas. La amplificación y sobreexpresión de N-Myc puede conducir a la tumorigénesis. El exceso de N-Myc se asocia con una variedad de tumores, lo más notablemente neuroblastomas donde los pacientes con la amplificación del gen N-Myc tienden a tener pobres resultados.
N-Myc y c-Myc desempeñan funciones esenciales durante el desarrollo embrionario, y la pérdida de estas proteínas tiene efectos deletéreos en la mayoría, sino todos, los tejidos y sistemas de órganos. roles de N-myc en la morfogénesis, particularmente en lo relativo a la proliferación celular y la apoptosis.

## Gen L-Myc
La proteína codificada a partir de este gen es un factor de transcripción implicado en el cáncer de pulmón.

## Reordenamientos deMYC
Los reordenamientos de MYC (MYC-R) ocurren en el 10%-15% de los linfomas difusos de células B grandes (DLBCL), un tipo de linfoma no hodgkiniano (NHL) agresivo. Estas alteraciones causan peores resultados en los pacientes y pueden clasificarse como de un solo impacto, cuando solo tienen MYC-R; como doble impacto cuando el reordenamiento va acompañado de una translocación de BCL2 o BCL6; y como triple impacto cuando MYC-R incluye tanto BCL2 como BCL6. El linfoma de doble y triple impacto ha sido clasificado recientemente como linfoma de células B de alto grado (HGBCL) y se asocia con un mal pronóstico.
Se cree que MYC-R en DLBCL/HGBCL surge a través de la actividad defectuosa de la citidina desaminasa inducida por activación (AICDA), que facilita la hipermutación somática (SHM) y la recombinación de cambio de clase (CSR).Aunque AICDA actúa principalmente sobre los loci inmunoglobulina (IG) para SHM y CSR, sus efectos mutagénicos no deseados (off-target) pueden afectar a oncogenes como MYC, lo que provocaría reordenamientos cromosómicos con efectos oncogénicos. Los puntos de ruptura en los reordenamientos de MYC muestran una variabilidad considerable dentro de la región del gen.
La hibridación fluorescente in situ (FISH) se ha convertido en una práctica habitual en muchos laboratorios clínicos para la caracterización de los linfomas. Debido a la alta variabilidad de los puntos de ruptura en el locus MYC y la diversidad de socios de reordenamiento (IG y no IG), lo más común para la detección de MYC-R es la utilización de una sonda FISH break-apart (BAP). Esta incluye una sonda roja y una verde que hibridan 5' y 3' con el gen MYC, respectivamente. En un locus MYC intacto, estas sondas producen una señal de fusión. Cuando ocurre MYC-R, pueden detectarse dos tipos de señales:
- Equilibrada: Aparecen las señales roja y verde separadas.
- Desequilibrada: Cuando se observan señales rojas o verdes aisladas en ausencia de la correspondiente señal verde o roja. Los MYC-R desequilibrados se asocian frecuentemente con una mayor expresión de MYC.

Existe una gran variabilidad en la interpretación de los resultados desequilibrados de BAP MYC entre los científicos, lo que puede afectar al diagnóstico y el manejo terapéutico de los pacientes.